# Luitpold de Bavaria
Luitpold sau Liutpold (n.  ? – d. 4 iulie 907 d.Hr., Bratislava, Principatul Ungariei), probabil membru al familiei Huosi sau înrudit cu Dinastia Carolingiană prin Liutswinda, mama împăratului Arnulf de Carintia, a fost strămoșul familiei Luitpoldingilor care a condus Ducatele de Bavaria și Carintia până la mijlocul secolului al X-lea.

## Biografie
În anul 893 Luitpold a devenit margraf de Carintia și al Pannoniei Inferioare teritorii care i-au fost acordate de împăratul Arnulf de Carintia, pe atunci rege al Franciei Răsăritene. Luitpold i-a succedat astfel margrafului Engelschalk al II-lea din familia Wilhelminilor. Spre deosebire de precedesorii săi, el a avut posibilitatea de a-și extinde puterea fără a fi împiedicat de puternicul margraf Aribo de Austria, achiziționând numeroase comitate în Carintia și de-a lungul văii Dunării, în Nordgau în jurul orașului Regensburg, începând din 895, impunându-se ca cel mai semnificativ membru al nobilimii Bavariei. Cu toate că el a pus bazele unui nou ducat, abia fiul său, Arnulf cel Rău, a fost cel care, bazându-se pe achizițiile tatălui său, și-a asumat primul titlul de duce de Bavaria.
Deoarece Luitpold a fost în mod constant susținător loial al monarhului Carolingian Arnulf de Carintia și al fiului acestuia, Ludovic Copilul, el s-a bucurat de ajutorul lor și aceștia i-au încredințat apărarea frontierelor împotriva maghiarilor și moravilor. În 898 el a reușit să se opună cu succes conducătorului Mojmír al II-lea al Moraviei Mari, sprijinindu-l pe fratele rebel al acestuia, Svatopluk al II-lea. Luitpold l-a forțat pe Mojmír să devină vasalul regelui Arnulf de Carintia. În 903 Luitpold deținea și titlul de dux Boemanorum (duce al Boemiei). De asemenea, el a organizat apărarea francilor împotriva maghiarilor aflați sub conducerea lui Árpád.
La 4 iulie 907 a murit la est de Viena, în bătălia de la Pressburg.

## Căsătorie și urmași
Luitpold a fost căsătorit cu Cunigunda, fiica lui Berthold I, contele palatin din Suabia, și soră a ducelui Erchanger de Suabia, membru al dinastiei Ahalolfingerilor. După moartea lui Luitpold în confruntarea cu maghiarii, Cunigunda s-a căsătorit în 913 cu regele romano-german Conrad I.
Luitpold a avut doi fii:
- Arnulf cel Rău, duce de Bavaria între 907 și 937;
- Berthold, duce de Bavaria între 938 și 948.